# Jeremia gymnota
Jeremia gymnota är en insektsart som beskrevs av Günther 1930. Jeremia gymnota ingår i släktet Jeremia och familjen Phasmatidae. Inga underarter finns listade i Catalogue of Life.